# St. John's Maple Leafs
I St. John's Maple Leafs sono stati una squadra di hockey su ghiaccio dell'American Hockey League con sede nella città di St. John's, nella provincia di Terranova e Labrador. Nati nel 1991 e sciolti nel 2005, nel corso degli anni sono stati affiliati alla franchigia dei Toronto Maple Leafs.

## Storia
I St. John's Maple Leafs furono fondati nel 1991, quando i Toronto Maple Leafs trasferirono la formazione affiliata in AHL da Newmarket in Ontario, dove erano noti con il nome di Newmarket Saints, a St. John's, stabilendo così per la prima volta una franchigia professionistica di hockey su ghiaccio nella provincia di Terranova e Labrador. Fino al 2001 le partite casalinghe furono disputate presso il Memorial Stadium, successivamente si trasferirono presso il Mile One Centre, dove rimasero fino alla creazione dei Toronto Marlies.
Nel corso della loro storia i Maple Leafs mancarono i playoff della Calder Cup solo in tre occasioni, mentre nella loro stagione inaugurale riuscirono ad accedere alle finali per il titolo della American Hockey League, uscendo sconfitti per 4-3 contro gli Adirondack Red Wings. Dopo quella stagione non furono più in grado di superare il secondo turno dei playoff. Nelle prime stagioni riuscirono ad ottenere tre titoli divisionali, due nella Atlantic ed uno nella Canadian Division.
Il 29 aprile 2005 i Maple Leafs disputarono l'ultimo incontro della loro storia, Gara-5 delle semifinali di division, contro i Manitoba Moose presso l'MTS Centre di Winnipeg, in Manitoba, perdendo l'incontro per 4-0. Sette giorni in occasione di Gara-2 sempre contro i Manitoba Moose vi fu l'ultimo incontro casalingo della storia dei Maple Leafs, conclusosi con un successo per 6-1. Il trasferimento della squadra da St. John's nel 2005 privò la AHL di una franchigia con sede nel Canada atlantico dopo 34 stagioni consecutive iniziate nel 1971 con la creazione dei Nova Scotia Voyageurs di Halifax, Nuova Scozia. Dopo sei anni la AHL ritornò in città grazie ai St. John's IceCaps, squadra di AHL affiliata ai Winnipeg Jets.

### Affiliazioni
Nel corso della loro storia i St. John's Maple Leafs sono stati affiliati alle seguenti franchigie della National Hockey League:
- Toronto Maple Leafs: (1991-2005)

## Record stagione per stagione
| Stagione               | Division | Gare | V  | S  | P  | OTL | Punti | GF  | GS  | Piazzamento | Play-off                                                                                        |
| ---------------------- | -------- | ---- | -- | -- | -- | --- | ----- | --- | --- | ----------- | ----------------------------------------------------------------------------------------------- |
| St. John's Maple Leafs |          |      |    |    |    |     |       |     |     |             |                                                                                                 |
| 1991-92                | Atlantic | 80   | 39 | 29 | 12 | -   | 90    | 325 | 285 | 2°          | vince 1º turno (Cape Breton) 4-1 vince 2º turno (Moncton) 4-0 perde Calder Cup (Adirondack) 3-4 |
| 1992-93                | Atlantic | 80   | 41 | 26 | 13 | -   | 95    | 351 | 308 | 1°          | vince 1º turno (Moncton) 4-1 perde 2º turno (Cape Breton) 0-4                                   |
| 1993-94                | Atlantic | 80   | 45 | 23 | 12 | -   | 102   | 360 | 287 | 1°          | vince 1º turno (Cape Breton) 4-1 perde 2º turno (Moncton) 2-4                                   |
| 1994-95                | Atlantic | 80   | 33 | 37 | 10 | -   | 76    | 263 | 263 | 2°          | perde 1º turno (Fredericton) 1-4                                                                |
| 1995-96                | Atlantic | 80   | 31 | 31 | 14 | 4   | 80    | 248 | 274 | 3°          | perde 1º turno (Saint John) 1-3                                                                 |
| 1996-97                | Canadian | 80   | 36 | 28 | 10 | 6   | 88    | 265 | 264 | 1°          | vince 1º turno (Binghamton) 3-1 perde 2º turno (Hamilton) 3-4                                   |
| 1997-98                | Atlantic | 80   | 25 | 32 | 18 | 5   | 73    | 233 | 254 | 4°          | perde 1º turno (Saint John) 1-3                                                                 |
| 1998-99                | Atlantic | 80   | 34 | 35 | 7  | 4   | 79    | 246 | 270 | 2°          | perde 1º turno (Fredericton) 2-4                                                                |
| 1999-2000              | Atlantic | 80   | 23 | 45 | 8  | 4   | 58    | 202 | 277 | 5°          |                                                                                                 |
| 2000-01                | Canadian | 80   | 35 | 35 | 8  | 2   | 80    | 247 | 244 | 3°          | perde 1º turno (Quebec) 1-3                                                                     |
| 2001-02                | Canadian | 80   | 34 | 27 | 17 | 2   | 87    | 256 | 240 | 3°          | vince preliminari (Providence) 2-0 vince 1º turno (Lowell) 3-2 perde 2º turno (Bridgeport) 0-4  |
| 2002-03                | Canadian | 80   | 32 | 40 | 6  | 2   | 72    | 236 | 285 | 3°          |                                                                                                 |
| 2003-04                | North    | 80   | 32 | 36 | 8  | 4   | 76    | 225 | 265 | 7°          |                                                                                                 |
| 2004-05                | North    | 80   | 46 | 28 | 5  | 1   | 98    | 244 | 232 | 2°          | perde 1º turno (Manitoba) 1-4                                                                   |

## Record della franchigia

### Singola stagione
Gol: 53  Patrik Augusta (1993-94)
Assist: 74  Chris Snell (1993-94)
Punti: 110  Rich Chernomaz (1993-94)
Minuti di penalità: 354  Shawn Thornton (1998-99)
Shutout: 6  Jimmy Waite (1999-00)
Media gol subiti: 2.42  Mike Minard (2001-02)
Parate %: .926  Sébastien Centomo (2001-02)

### Carriera
Gol: 132  Yanic Perreault
Assist: 196  Nathan Dempsey
Punti: 276  Yanic Perreault
Minuti di penalità: 1215  Shawn Thornton
Vittorie: 80  Marcel Cousineau
Shutout: 7  Jimmy Waite
Partite giocate: 508  Nathan Dempsey

## Palmarès

### Premi di squadra
- Sam Pollock Trophy: 1

1996-1997

### Premi individuali
- Dudley "Red" Garrett Memorial Award: 1

Félix Potvin: 1991-1992
- Eddie Shore Award: 1

Chris Snell: 1993-1994
- Fred T. Hunt Memorial Award: 1

Nathan Dempsey: 2001-2002
- John B. Sollenberger Trophy: 1

Donald MacLean: 2001-2002
- Les Cunningham Award: 1

Rich Chernomaz: 1993-1994
- Louis A. R. Pieri Memorial Award: 1

Marc Crawford: 1992-1993
- Yanick Dupré Memorial Award: 1

Mike Minard: 2000-2001